# Marianne Lienhard
Pour les articles homonymes, voir Lienhard.
Marianne Lienhard, né le 17 juillet 1968, est une personnalité politique suisse membre de l'Union démocratique du centre.

## Biographie
Depuis 2014, elle est conseillère d'État du canton de Glaris, réélue en 2018.